# Seznam slovenskih evropskih komisarjev
Seznam slovenskih evropskih komisarjev je seznam evropskih komisarjev iz Republike Slovenije. Evropski komisar zastopa skupne interese v Evropski uniji. Od ustanovitve Evropskega parlamenta so bili evropski komisarji določeni s strani svojih držav. Slovenija ima Evropskega komisarja vse od leta 2004, ko se je priključila Evropski uniji.

## Seznam
| #  | Komisar                            | Komisar        | Stranka          | Trajanje mandata                         | Resor                                  | Predsednik komisije  |
| -- | ---------------------------------- | -------------- | ---------------- | ---------------------------------------- | -------------------------------------- | -------------------- |
| 1. |                                    | Janez Potočnik | samostojen (LDS) | 1. maj 2004–21. november 2004            | Evropski komisar za širitev EU         | Romano Prodi         |
| 1. | 22. november 2004– 9. februar 2010 | Janez Potočnik | samostojen (LDS) | Evropski komisar za znanost in raziskave | Jose Manuel Barroso                    |                      |
| 1. | 9. februar 2010–1. november 2014   | Janez Potočnik | samostojen (LDS) | Evropski komisar za okolje               | Jose Manuel Barroso                    |                      |
| 2. |                                    | Violeta Bulc   | SMC              | 1. november 2014–30. november 2019       | Evropska komisarka za promet           | Jean-Claude Juncker  |
| 3. |                                    | Janez Lenarčič | samostojen       | 1. december 2019–30. november 2024       | Evropski komisar za krizno upravljanje | Ursula von der Leyen |
|    |                                    | Marta Kos      | Renew            | 1. december 2024                         | Evropska komisarka za širitev          | Ursula von der Leyen |